# Dinglehalvøen
Dinglehalvøen, engelsk:Dingle Peninsula (irsk : Corkaguiney ligger i County Kerry. Den 50 km lange og 9 km brede halvø har navn efter landsbyen Dingle. Blasketøerne udenfor spidsen af Dinglehalvøen er Irlands vestligste punkt.
På Dinglehalvøen findes flere ruiner og andre fund fra forhistorisk tid og fra middelalderen.
Et kapel, Gallarus oratorium, ved landsbyen Baile an Fheirtéaraigh, har form som en hvælvet båd og er bygget i sten en gang mellem 6. og 12. århundrede.
Halvøen er opstået som en del af en bjergkæde af granit, hvorfra der er er en smuk udsigt over halvøen og over andre dele af County Kerry.
Halvøen har mange gode sandstrande omkranset af klipper. Det mørke granit og det lyse sand giver et smukt billede som blandt andet blev benyttet i flere strandscener i filmen «Ryans daughter» fra 1970.
Nord for byen Dingle går en smal bjergvej over bjergpasset «Conor Pass», som er det højeste bjergpas i Irland.
Lige udenfor halvøen ligger den lille øgruppe Blasket Islands. Særlig hovedøen Great Blaskets Islandsindbyggere var kendt for en speciel gammelirsk/ irsk dialekt indtil 1953 da de sidste beboere flyttede fra øen.
Den vestligste, yderste del af halvøen er et gælisk-talende område, et såkaldt Gaeltacht (et område i Irland hvor irsk er officielt anerkendt som flertallets hovedsprog), som har har fostret flere forfattere og poeter, blandt andre Ó Siochfhradha og Peig Sayers.

## Turisme
Halvøen består af bjerge og grønne dale. Der er muligheder for bådture til Blasketøerne, lystfiskeri, vandre og cykelture, golf og kørsel med hestevogn. Interessant er også flere gode sandstrande,vestkysten og den vestlige kystvej.
- Dingle Harbour
- Dingle, Strand Street
- Dingle bay
- Slea Head
- Gallarus Oratory